# Rampă (teatru)

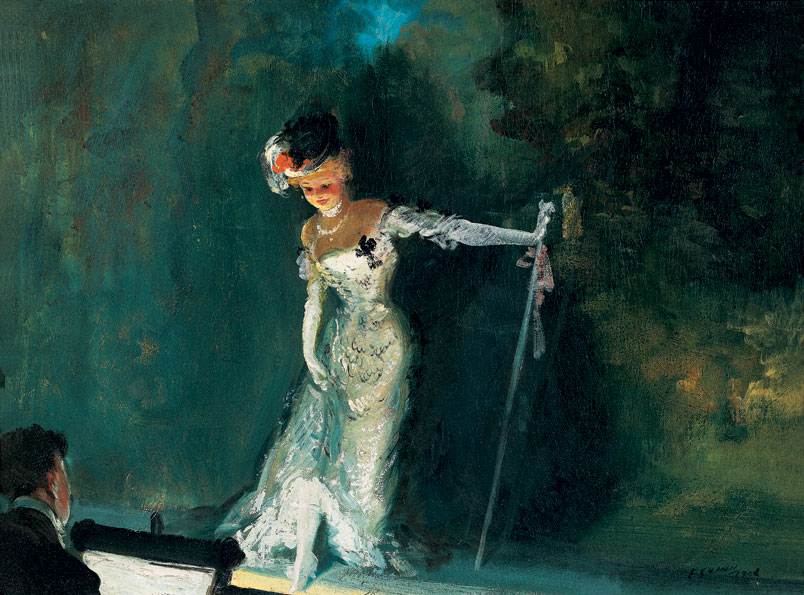
Spectacolul de revistă de Everett Shinn (1908): actrița care se îndreaptă spre fosa orchestrei este luminată în principal de rampă.

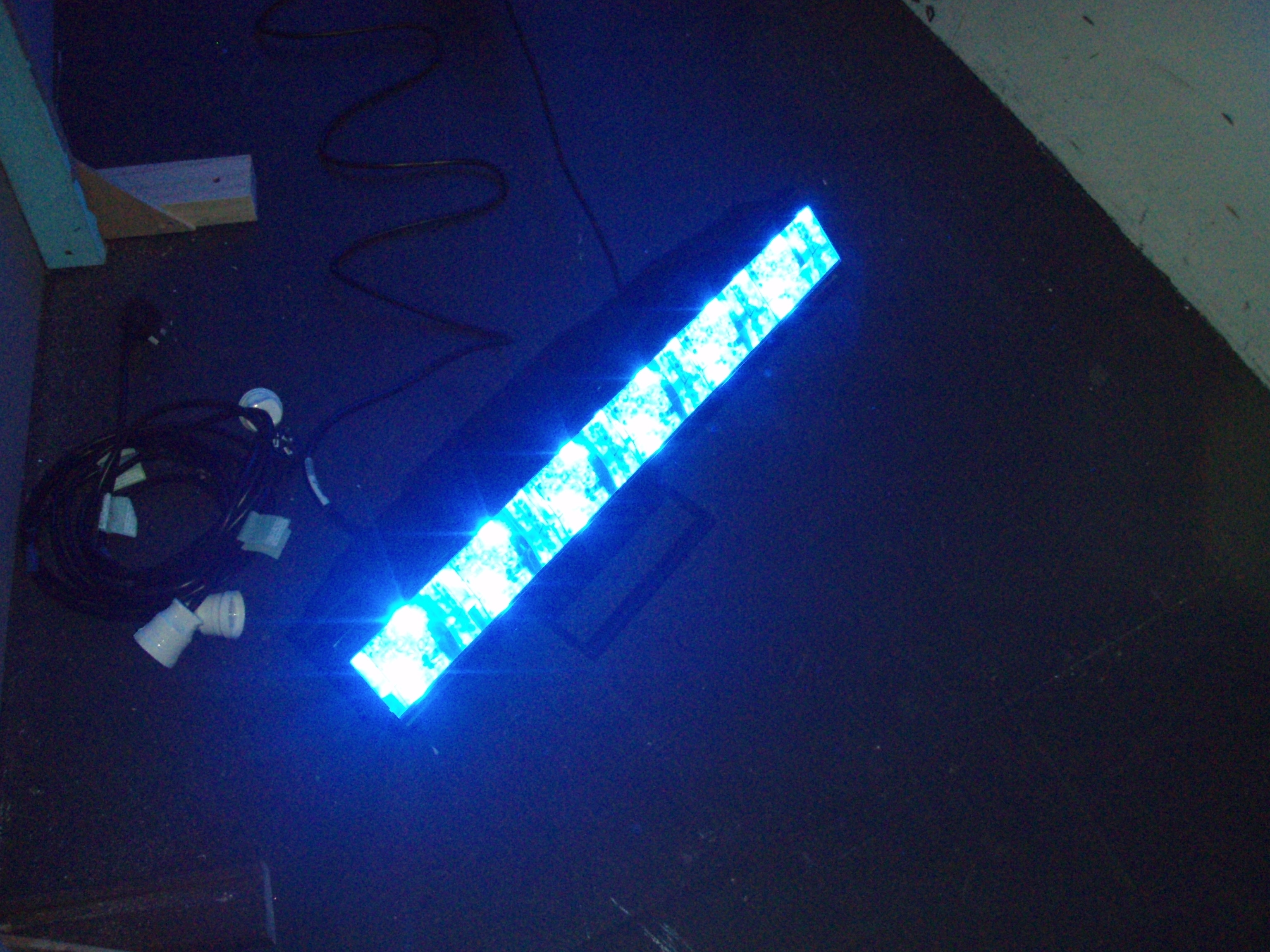
O rampă modernă.

În limbajul teatrului, rampa este un spațiu aflat înaintea scenei, unde se află un dispozitiv de lumini care permite iluminarea spațiului scenic, fără a împiedica vederea spectatorilor. Ea este o zonă mai joasă, chiar în fața avanscenei, și a fost utilizată încă din vechime. La început au fost folosite lumânări, candele și lămpi cu ulei pentru iluminarea scenei, iar mai târziu, începând de la sfârșitul secolului al XIX-lea, s-au folosit iluminatul cu lămpi cu gaz și iluminatul electric încastrat în pardoseală. Luminile sunt amplasate în prezent în jgheaburi la marginea scenei, astfel încât să nu fie vizibile publicului. Unele lămpi sunt orientate către o suprafață reflectorizantă pentru a difuza lumina în întregul spațiu.
Alte dispozitive cu același rol precum proiectoarele orizontale aflate deasupra decorurilor și proiectoarele verticale amplasate în culise formează iluminatul scenic.